# مانع (كامبريدجشير)
مانع (بالإنجليزية: Manea, Cambridgeshire)‏ هي قرية و أبرشية مدنية تقع في المملكة المتحدة في إنجلترا.